# Česká mincovna
Česká mincovna is het nationale munthuis van Tsjechië. De Munt werd opgericht in 1993 na de scheiding van Tsjechoslowakije om de munten te slaan van de Tsjechische kroon. Tot dan had de Slowaakse Mincovňa Kremnica de munten geslagen van de Tsjechoslowaakse kroon. De Munt is gevestigd in Jablonec nad Nisou.